# Esvàstica del bosc
L'esvàstica del bosc va ser un disseny format amb làrixs acuradament arreglats que cobria una superfície quadrada d'uns 55 metres de costat enmig d'una pineda, a prop de la localitat de Zernikow pertanyent al districte d'Uckermark, a l'extrem nord de l'estat de Brandenburg (Alemanya).

## Història
La construcció d'aquesta esvàstica gegant es va realitzar el 1938 per encàrrec d'un empresari que era un simpatitzant nazi, amb l'objectiu d'obsequiar el führer Adolf Hitler en el seu 49 Aniversari, sembrant làrixs enmig d'un pinar.
Durant unes poques setmanes cada any, a la tardor i primavera, el color de les fulles dels làrixs canviaria del verd al groc intens, contrastant amb el profund verd de la pineda, de manera que les fulles grogues dels làrixs formessin clarament la imatge d'una esvàstica nazi. La curta durada de l'efecte visual, combinada amb el fet que la imatge només podia ser vista des de l'aire, va propiciar que l'esvàstica del bosc passés desapercebuda després de la caiguda del III Reich. La regió de Brandenburg va quedar ingerida dins de l'antiga Alemanya Oriental, i l'escassetat de vols aeris sobre el bosc de Zernikow va causar que la imatge passés desapercebuda durant el posterior govern comunista, tot i que el disseny feia gairebé 60 metres.
L'any 1992 es va descobrir aquesta esvàstica, quan el govern de l'Alemanya reunificada va ordenar un examen aeri dels territoris de propietat estatal, incloent-hi les zones rurals de l'antiga RDA. Les fotografies van ser examinades per estudiants forestals, que immediatament van reconèixer el disseny.
Les autoritats de l'Estat federat de Brandenburg, preocupades pel dany a la imatge de la regió i la possibilitat que l'àrea es transformés en un lloc de peregrinacions neonazis, van tractar de destruir el símbol arrencant 43 dels 100 làrixs el 1995, considerant a més que la legislació penal alemanya prohibeix l'exhibició de símbols nazis en llocs públics. La figura va seguir sent, no obstant això, distingible amb els 57 arbres restants i, el 2000, diversos rotatius alemanys van publicar més fotos aèries de l'esvàstica.
Per llavors la propietat d'aproximadament la meitat de l'àrea en què es trobaven els arbres havia estat venuda a mans privades, però les autoritats locals van obtenir permís per tallar 25 arbres més a la zona encara sota el seu control el desembre de 2000, aconseguint així amagar la imatge en gran manera.

## Casos similars
Al setembre de 2006, el New York Times va informar sobre una altra esvàstica en un bosc a Eki Naryn, al peu de l'Himàlaia. És de 200 metres, però l'esvàstica no s'aprecia tan clarament com en el bosc de Zernikow.